# Championnat du monde junior de rugby à XV
Le Championnat du monde junior de rugby à XV est une compétition internationale de rugby à XV, réservée aux joueurs de moins de 20 ans, qui oppose chaque année depuis 1969 les meilleures équipes nationales. En 2002, l'International Rugby Board reprend en charge la compétition à la Fédération internationale de rugby amateur et organise alors les championnats du monde des moins de 19 ans (juniors) et des moins de 21 ans (espoirs). En 2008, l'IRB revient à la compétition d'origine, réservée aux joueurs de moins de 20 ans. La refonte des catégories de 2014 classe les joueurs de moins de 20 ans non plus comme juniors, catégorie représentant dès lors les joueurs de moins de 18 ans, mais comme espoirs.[réf. nécessaire]
Le titre est détenu par l'équipe d'Angleterre de rugby à XV des moins de 20 ans après l'édition 2024. Les Néo-Zélandais sont les plus titrés avec six victoires dans la compétition.

## Histoire

### 1969-2007
Créé en 1969, le championnat du monde junior (JWRC), est organisé par la Fédération internationale de rugby amateur (FIRA) jusqu'en 2001-2002 quand l'International Rugby Board prend le relais. Ce championnat est organisé chaque année pour les moins de 20 ans jusqu'en 2001-2002, quand il est alors dédié aux moins de 19 ans. 
En parallèle, l'IRB officialise alors le championnat du monde de rugby des moins de 21 ans. Créé en 1995 dans l'hémisphère Sud, il est, comme le championnat du monde des moins de 19 ans, organisé par l'IRB dès 2002. Il a lieu chaque année jusqu'en 2006. En 2006, l'épreuve s'est déroulée en France, en Auvergne, à Clermont-Ferrand, Thiers, Riom, Vichy et Issoire.

### Depuis 2008
Le championnat du monde junior est créé en 2008, remplaçant les championnats du monde des moins de 21 ans et des moins de 19 ans à la suite de la décision de l'IRB en 2007 de restructurer les compétitions internationales juniors.
La première édition de ce « nouveau » championnat du monde a lieu au pays de Galles, seize équipes y participent. Les Néo-Zélandais, dont la plupart des joueurs ont été vainqueurs l'année précédente du championnat du monde des moins de 19 ans, la remportent en battant tous leurs adversaires d'au moins 25 points et en n'encaissant qu'un seul essai en cinq matchs. Ils dominent notamment les Anglais en finale sur le score de 38 à 3.
L'année suivante, les seize équipes se retrouvent au Japon. L'équipe de Nouvelle-Zélande est renouvelée en quasi-totalité et n'est pas forcément favorite de la compétition : l'équipe d'Australie, avec plusieurs joueurs ayant déjà joué en Super 14, est également attendue. Les deux équipes se rencontrent en demi-finale, les Baby Blacks s'imposent 31-17 et gagnent la compétition quatre jours plus tard face, une nouvelle fois, à l'Angleterre. Les Néo-Zélandais remportent également les deux éditions suivantes : ils battent largement 62 à 17 les Australiens lors de l'édition 2010 disputée en Argentine et dominent une nouvelle fois les Anglais (33-22) en 2011 pour leur troisième confrontation en finale.
En 2012, la compétition a lieu en Afrique du Sud et les Baby Blacks connaissent leur première défaite depuis la création de la compétition lorsqu'ils sont battus en poule par les Gallois sur le score de 9 à 6. Les Sud-Africains remportent alors la compétition à domicile en dominant les Néo-Zélandais en finale sur le score de 22 à 16. Ils mettent ainsi fin à la suprématie néo-zélandaise dans la compétition. En 2013, la compétition a lieu pour la première fois en France. Le championnat est remporté par l'équipe d'Angleterre qui domine les Gallois sur le score de 20 à 15 dans la première finale 100 % européenne. L'Afrique du Sud termine troisième tandis que les hôtes de la compétition finissent cinquièmes après avoir battu l'Argentine sur le score de 37 à 34.
L'équipe de France a remporté trois éditions de la compétition de suite, en 2018 en France, en 2019 en Argentine, et en 2023 en Afrique du Sud, et a perdu la finale de l'édition 2024 contre l'Angleterre.
En 2020, la compétition qui devait se tenir en Italie est annulée à cause de la pandémie de Covid-19, ; les éditions 2021 et 2022 connaissent le même sort, en l'absence d'amélioration sanitaire et de garanties financières.
Un format étendu est annoncé en vue de l'édition 2026, avec seize équipes prenant part à la compétition.

## Identité visuelle

Évolution du logo
Logo de 2015 à 2019.
Logo instauré en 2023.

## Palmarès

### Depuis 2008

#### Palmarès
| Année | Hôte             | Vainqueur                                              | Score                                                  | Finaliste                                              | Troisième                                              | Quatrième                                              |
| ----- | ---------------- | ------------------------------------------------------ | ------------------------------------------------------ | ------------------------------------------------------ | ------------------------------------------------------ | ------------------------------------------------------ |
| 2008  | Pays de Galles   | Nouvelle-Zélande -20                                   | 38 – 3                                                 | Angleterre -20                                         | Afrique du Sud -20                                     | Pays de Galles -20                                     |
| 2009  | Japon            | Nouvelle-Zélande -20                                   | 44 – 28                                                | Angleterre -20                                         | Afrique du Sud -20                                     | Australie -20                                          |
| 2010  | Argentine        | Nouvelle-Zélande -20                                   | 62 – 17                                                | Australie -20                                          | Afrique du Sud -20                                     | Angleterre -20                                         |
| 2011  | Italie           | Nouvelle-Zélande -20                                   | 33 – 22                                                | Angleterre -20                                         | Australie -20                                          | France -20                                             |
| 2012  | Afrique du Sud   | Afrique du Sud -20                                     | 22 – 16                                                | Nouvelle-Zélande -20                                   | Pays de Galles -20                                     | Argentine -20                                          |
| 2013  | France           | Angleterre -20                                         | 23 – 15                                                | Pays de Galles -20                                     | Afrique du Sud -20                                     | Nouvelle-Zélande -20                                   |
| 2014  | Nouvelle-Zélande | Angleterre -20                                         | 21 – 20                                                | Afrique du Sud -20                                     | Nouvelle-Zélande -20                                   | Irlande -20                                            |
| 2015  | Italie           | Nouvelle-Zélande -20                                   | 21 – 16                                                | Angleterre -20                                         | Afrique du Sud -20                                     | France -20                                             |
| 2016  | Angleterre       | Angleterre -20                                         | 45 – 21                                                | Irlande -20                                            | Argentine -20                                          | Afrique du Sud -20                                     |
| 2017  | Géorgie          | Nouvelle-Zélande -20                                   | 64 – 17                                                | Angleterre -20                                         | Afrique du Sud -20                                     | France -20                                             |
| 2018  | France           | France -20                                             | 33 – 25                                                | Angleterre -20                                         | Afrique du Sud -20                                     | Nouvelle-Zélande -20                                   |
| 2019  | Argentine        | France -20                                             | 24 – 23                                                | Australie -20                                          | Afrique du Sud -20                                     | Argentine -20                                          |
| 2020  | Italie           | Éditions annulées en raison de la pandémie de Covid-19 | Éditions annulées en raison de la pandémie de Covid-19 | Éditions annulées en raison de la pandémie de Covid-19 | Éditions annulées en raison de la pandémie de Covid-19 | Éditions annulées en raison de la pandémie de Covid-19 |
| 2021  | Non attribué     | Éditions annulées en raison de la pandémie de Covid-19 | Éditions annulées en raison de la pandémie de Covid-19 | Éditions annulées en raison de la pandémie de Covid-19 | Éditions annulées en raison de la pandémie de Covid-19 | Éditions annulées en raison de la pandémie de Covid-19 |
| 2022  | Non attribué     | Éditions annulées en raison de la pandémie de Covid-19 | Éditions annulées en raison de la pandémie de Covid-19 | Éditions annulées en raison de la pandémie de Covid-19 | Éditions annulées en raison de la pandémie de Covid-19 | Éditions annulées en raison de la pandémie de Covid-19 |
| 2023  | Afrique du Sud   | France -20                                             | 50 – 14                                                | Irlande -20                                            | Afrique du Sud -20                                     | Angleterre -20                                         |
| 2024  | Afrique du Sud   | Angleterre -20                                         | 21 – 13                                                | France -20                                             | Nouvelle-Zélande -20                                   | Irlande -20                                            |
| 2025  | Italie           | Afrique du Sud -20                                     | 23 – 15                                                | Nouvelle-Zélande -20                                   | Argentine -20                                          | France -20                                             |
| 2026  | Géorgie          |                                                        |                                                        |                                                        |                                                        |                                                        |

#### Bilan
| Rang | Équipe               | Championne | Finaliste | Troisième | Quatrième |
| ---- | -------------------- | ---------- | --------- | --------- | --------- |
| 1    | Nouvelle-Zélande -20 | 6          | 2         | 2         | 2         |
| 2    | Angleterre -20       | 4          | 6         | 0         | 2         |
| 3    | France -20           | 3          | 1         | 0         | 4         |
| 4    | Afrique du Sud -20   | 2          | 1         | 9         | 1         |
| 5    | Australie -20        | 0          | 2         | 1         | 1         |
| 6    | Irlande -20          | 0          | 2         | 0         | 2         |
| 7    | Pays de Galles -20   | 0          | 1         | 1         | 1         |
| 8    | Argentine -20        | 0          | 0         | 2         | 2         |

### Compétitions défuntes

#### Moins de 20 ans: 1969-2001

##### Palmarès
Avant 2008, les résultats des championnats de monde sont les suivants (entre parenthèses figurent les pays hôtes) :
- Organisé par la FIRA :
  - 1969 (Espagne) : 1. France 2. Maroc 3. Roumanie 4. Italie
  - 1970 (France) : 1. France 2. Espagne 3. Italie 4. Maroc
  - 1971 (Maroc) : 1. France 2. Italie 3. Roumanie 4. Espagne
  - 1972 (Italie) : 1. Roumanie 2. Espagne 3. France 4. Tchécoslovaquie
  - 1973 (Roumanie) : 1. Roumanie 2. France 3. Espagne 4. Italie
  - 1974 (Allemagne) : 1. France 2. Roumanie 3. Espagne 4. Italie
  - 1975 (Espagne) : 1. France 2. Roumanie 3. Espagne 4. Italie
  - 1976 (France) : 1. France 2. Roumanie 3. Espagne 4. Italie
  - 1977 (Pays-Bas) : 1. France 2. Italie 3. Portugal 4. URSS
  - 1978 (Italie) : 1. France 2. Italie 3. URSS 4. Portugal
  - 1979 (Portugal) : 1. France 2. URSS 3. Italie 4. Espagne
  - 1980 (Tunisie) : 1. France 2. Italie 3. Espagne 4. URSS
  - 1981 (Espagne) : 1. France 2. Espagne 3. Italie 4. Roumanie
  - 1982 (Suisse) : 1. France 2. Italie 3. Espagne 4. URSS
  - 1983 (Maroc) : 1. France 2. Italie 3. Espagne 4. Allemagne
  - 1984 (Pologne) : 1. Italie 2. France 3. Espagne 4. Allemagne
  - 1985 (Belgique) : 1. France 2. Italie 3. Roumanie 4. URSS
  - 1986 (Roumanie) : 1. France 2. Italie 3. Roumanie 4. URSS
  - 1987 (Allemagne) : 1. Argentine 2. France 3. URSS 4. Italie
  - 1988 (Yougoslavie) : 1. France 2. URSS 3. Italie 4. Roumanie
  - 1989 (Portugal) : 1. Argentine 2. URSS 3. France 4. Italie
  - 1990 (Italie) : 1. Argentine 2. France 3. Italie 4. URSS
  - 1991 (France) : 1. Argentine 2. France 3. Italie 4. URSS
  - 1992 (Espagne) : 1. France 2. Argentine 3. Italie 4. Espagne
  - 1993 (France) : 1. Argentine 2. France 3. Italie 4. Pologne
  - 1994 (France) : 1. Afrique du Sud 2. Italie 3. France 4. Argentine
  - 1995 (Roumanie) : 1. France 2. Argentine 3. Afrique du Sud 4. Italie
  - 1996 (Italie) : 1. Argentine 2. pays de Galles 3. Roumanie 4. Écosse
  - 1997 (Argentine) : 1. Argentine 2. France 3. pays de Galles 4. Irlande
  - 1998 (France) : 1. Irlande 2. France 3. Argentine 4. Canada
  - 1999 (pays de Galles) : 1. Nouvelle-Zélande 2. pays de Galles 3. Afrique du Sud 4. Irlande
  - 2000 (France) : 1. France 2. Australie 3. Nouvelle-Zélande 4. pays de Galles
  - 2001 (Chili) : 1. Nouvelle-Zélande 2. France 3. Australie 4. pays de Galles

##### Bilan (1969-2001)
| Rang | Pays             | Champion | Finaliste | Troisième |
| ---- | ---------------- | -------- | --------- | --------- |
| 1    | France           | 19       | 9         | 3         |
| 2    | Argentine        | 7        | 2         | 1         |
| 3    | Roumanie         | 2        | 3         | 5         |
| 4    | Nouvelle-Zélande | 2        | 0         | 1         |
| 5    | Italie           | 1        | 9         | 8         |
| 6    | Afrique du Sud   | 1        | 0         | 2         |
| 7    | Irlande          | 1        | 0         | 0         |
| 8    | Espagne          | 0        | 3         | 8         |
| 9    | Union soviétique | 0        | 3         | 0         |
| 10   | Pays de Galles   | 0        | 2         | 1         |
| 11   | Australie        | 0        | 1         | 1         |
| 12   | Maroc            | 0        | 1         | 0         |
| 13   | Portugal         | 0        | 0         | 1         |

#### Moins de 19 ans: 2002-2007

##### Palmarès
Entre parenthèses figure le territoire hôte.
- Organisé par l'IRB :
  - 2002 (Italie) : 1. Nouvelle-Zélande 2. France 3. Afrique du Sud 4. Argentine
  - 2003[16] (France) : 1. Afrique du Sud 2. Nouvelle-Zélande 3. France 4. Argentine
  - 2004 (Afrique du Sud) : 1. Nouvelle-Zélande 2. France 3. Afrique du Sud  4. Angleterre
  - 2005 (Afrique du Sud) : 1. Afrique du Sud 2. Nouvelle-Zélande 3. Australie 4. Angleterre
  - 2006 (Émirats arabes unis) : 1. Australie 2. Nouvelle-Zélande 3. Angleterre 4. France
  - 2007[2] (Belfast, Irlande du Nord) : 1. Nouvelle-Zélande 2. Afrique du Sud 3. Australie 4. pays de Galles

#### Moins de 21 ans: 1995-2006

##### Palmarès
(Hôte entre parenthèses)
- Organisé par la SANZAR et l'UAR :
  - 1995 (Argentine) : Nouvelle-Zélande
  - 1996 (Nouvelle-Zélande) : Australie
  - 1997 (Sydney, Australie) : Australie
  - 1998 (Afrique du Sud) : Australie
  - 1999 (Argentine) : Afrique du Sud
  - 2000 (Albany, Nouvelle-Zélande) : Nouvelle-Zélande
  - 2001 (Sydney, Australie) : Nouvelle-Zélande

- Organisé par l'IRB :
  - 2002 (Johannesburg, Afrique du Sud) : Afrique du Sud
  - 2003 (Oxford, Angleterre) : Nouvelle-Zélande
  - 2004 (Glasgow et Édimbourg, Écosse) : Nouvelle-Zélande
  - 2005 (Mendoza, Argentine) : Afrique du Sud
  - 2006 (Auvergne, France) : France